# HMS Capetown
Lo HMS Capetown (pennant number D88) fu un incrociatore leggero della Royal Navy britannica, entrato in servizio nel 1922 come parte della classe C.
Nel corso del periodo interbellico il Capetown fu frequentemente schierato all'estero, prima nelle acque dell'America settentrionale e poi in quelle della Cina. Allo scoppio della seconda guerra mondiale l'unità fu inviata nel mar Mediterraneo, venendo poi spostata nelle acque dell'oceano Indiano con compiti principalmente di scorta ai convogli e sorveglianza locale; impegnato nelle operazioni navali della campagna dell'Africa Orientale Italiana, l'incrociatore fu gravemente danneggiato l'8 aprile 1941 da un MAS italiano e dovette sottoporsi a un lungo periodo di riparazioni. Il Capetown rientrò infine nel Regno Unito nel settembre 1943 ma, ormai obsoleto, fu relegato a compiti ausiliari, partecipando comunque allo sbarco in Normandia; non più impiegato in azione dal settembre 1944, lo scafo fu radiato nell'aprile 1946 e quindi venduto per la demolizione.

## Storia

### Periodo interbellico
Impostata nei cantieri navali della Cammell Laird di Birkenhead il 23 febbraio 1918, l'unità fu varata il 28 giugno 1919 (il 18 giugno secondo altra fonte) con il nome di Capetown in onore dell'omonima città sudafricana, prima e unica nave della Royal Navy a portare questo nome; dopo il varo la nave fu trasferita nei cantieri di Pembroke Dock per i lavori di completamento, portati a termine il 28 febbraio 1922. Dopo aver completato le prove in mare, il Capetown entrò quindi ufficialmente in servizio il 10 aprile 1922, venendo assegnato in forza all'8th Light Cruiser Squadron.
L'incrociatore fu quindi destinato al servizio oltremare, raggiungendo nell'aprile 1922 le acque dell'America settentrionale dove entrò in forza all'America and West Indies Station della Royal Navy facendo base principalmente a Bermuda. Il servizio nelle acque nordamericane si protrasse per diversi anni, con il Capetown impegnato in manovre di addestramento e visite di rappresentanza nei porti della regione intervallate da lavori di manutenzione svolti nei cantieri canadesi; tra gli episodi più significativi di questo periodo, il 21 ottobre 1926 il Capetown prestò soccorso all'equipaggio della corvetta HMS Valerian, affondata da un uragano al largo di Bermuda, prendendo in salvo 29 sopravvissuti. L'incrociatore rientrò in patria nel maggio 1927 per svolgere un turno di grandi lavori presso la base navale di Devonport; l'unità tornò in servizio il 1º luglio dello stesso anno, facendo rientro a Bermuda e riprendendo le sue attività in forza all'America and West Indies Station. Il secondo turno operativo dell'incrociatore nelle acque nordamericane ebbe fine il 17 dicembre 1929, quando rientrò in patria a Devonport; il 31 dicembre seguente l'incrociatore fu passato in riserva e conservato con equipaggio ridotto nella base di Devonport.
L'incrociatore rimase inattivo fino al 7 dicembre 1933, quando fu sottoposto a un ciclo di lavori di manutenzione e ammodernamento in vista di una sua reinmisione in servizio attivo. Il Capetown tornò quindi operativo il 17 luglio 1934, venendo assegnato al 5th Light Cruiser Squadron; dopo esercitazioni nelle acque delle Isole britanniche, in settembre l'incrociatore raggiunse Hong Kong dove entrò in servizio con la China Station della Royal Navy. L'unità spese quindi gli anni seguenti nelle acque della Cina, svolgendo compiti di rappresentanza e di protezione ai mercantili britannici nella zona; nel maggio 1936 tornò nel Regno Unito per svolgere un turno di lavori a Devonport, ma tornò in Cina nel luglio seguente riprendendo le sue attività con la China Station. Dopo lo scoppio della seconda guerra sino-giapponese, il 1º agosto 1937 il Capetown lasciò con urgenza Hong Kong per risalire il corso del Fiume Azzurro fino a Nanchino, allora capitale della Repubblica di Cina; qui svolse compiti di protezione degli interessi e dei cittadini britannici da possibili azioni belliche dei giapponesi, oltre che fornire comunicazioni radio sicure alla locale ambasciata britannica. Il 22 settembre, dopo voci circa l'imminente inizio di pesanti attacchi aerei giapponesi su Nanchino, il Capetown imbarcò il personale dell'ambasciata britannica e lo trasferì al sicuro ad Hangzhou, dove arrivò il 2 ottobre seguente al termine di una difficile navigazione lungo il corso del Fiume Azzurro, ingombro di relitti affondati dagli stessi cinesi per ostacolare i movimenti navali dei giapponesi; l'incrociatore rimase ad Hangzhou fino al 18 dicembre, quando infine rientrò nella base di Hong Kong.
Il Capetown rimase assegnato alla China Station fino al 26 aprile 1938, quando ricevette l'ordine di rientrare in patria per un nuovo ciclo di lavori di ammodernamento. Lungo la rotta di rientro l'unità fu però trattenuta nelle acque del mar Mediterraneo a seguito di un periodo di tensioni militari tra Regno Unito e Regno d'Italia, conseguente l'invasione italiana dell'Etiopia; il Capetow arrivò infine a Devonport il 9 agosto, venendo messo ancora una volta in stato di riserva. Similmente a quanto avvenuto per altre unità della sua classe, furono stesi piani per trasformare la nave, ormai piuttosto obsoleta, in incrociatore antiaereo modificando il suo armamento di artiglieria; la conversione fu però prima ritardata e poi rinviata a causa del peggiorare della situazione internazionale: dopo solo alcuni lavori di manutenzione di routine, nel gennaio 1939 il Capetown fu trasferito a Rosyth per servire come nave caserma, ma fu riportato allo stato di unità operativa in luglio venendo quindi assegnato all'11th Cruiser Squadron. Il 28 agosto l'incrociatore lasciò quindi la base di Plymouth per scortare a Gibilterra la nave trasporto truppe Devonshire.

### La seconda guerra mondiale
Dopo la dichiarazione di guerra del Regno Unito alla Germania nazista il 3 settembre 1939, il Capetown operò da Gibilterra alla ricerca di mercantili tedeschi della zona delle Azzorre oltre a scortare, tra il 17 e il 27 settembre, il convoglio SL-1 partito da Freetown e diretto nel Regno Unito. Il 2 ottobre l'incrociatore lasciò Gibilterra per una seconda missione di scorta a un convoglio, ma durante la navigazione accusò problemi all'apparato motore e dovette rientrare alla base il giorno seguente; l'8 ottobre la nave si trasferì quindi a Malta per sottoporsi a un ciclo di lavori nei cantieri locali. Tornato in servizio il 21 ottobre, il Capetown fu riassegnato in forza al 3rd Cruiser Squadron della Mediterranean Fleet, svolgendo quindi nei mesi seguenti missioni di contrasto al contrabbando di guerra, di pattugliamento e di scorta ai convogli nelle acque del Mediterraneo alternandosi tra le basi di Gibilterra, Malta e Alessandria d'Egitto.
Al momento dell'entrata dell'Italia nella seconda guerra mondiale il 10 giugno 1940 il Capetown era dislocato nelle acque del Mediterraneo orientale, impegnato in missioni di scorta ai convogli britannici nella zona; dopo aver bombardato Bardia nella Libia italiana il 6 luglio, l'unità fu riassegnata al 7th Cruiser Squadron e impegnata come scorta ai convogli nelle acque del Mar Egeo. Riscontrato un netto incremento degli attacchi dei velivoli dell'Asse nel Mediterraneo, cui un'unità obsoleta come il Capetown poteva opporre un armamento contraereo troppo debole, il comando britannico decise di destinare la nave a un teatro operativo più tranquillo: il 3 agosto l'incrociatore salpò quindi da Alessandria e si trasferì via canale di Suez e Aden a Colombo, dove entrò in forza al 4th Cruiser Squadron della East Indies Station per operare nel settore dell'oceano Indiano. Il Capetown trascorse quindi il mese di agosto a pattugliare la zona delle isole Andamane e Nicobare, mentre in settembre partecipò alle infruttuose ricerche della nave corsara tedesca Atlantis segnalata nelle acque a sud di Ceylon. Dopo un turno di lavori di manutenzione eseguiti a Singapore tra la fine di ottobre e l'inizio di novembre, il Capetown prese quindi parte a varie missioni di scorta ai convogli nell'oceano Indiano fino all'inizio del 1941.
All'inizio di febbraio 1941 il Capetown fu inviato a prendere parte alle operazioni della campagna dell'Africa Orientale Italiana: raggiunta Mombasa l'11 febbraio, l'incrociatore fu inserito nella "Force T" incaricata di supportare le operazioni britanniche lungo la costa della Somalia italiana, conducendo pattugliamenti davanti allo scalo di Mogadiscio fino al 17 febbraio; tra il 21 e il 26 febbraio il Capetown lasciò Mombasa con altre unità per dare la caccia all'incrociatore tedesco Admiral Scheer segnalato nelle acque dell'oceano Indiano, ma la missione non ebbe alcun successo. Alla fine di febbraio l'unità si trasferì a Porto Sudan per operare nelle acque del Mar Rosso, e per tutto marzo svolse missioni di scorta ai convogli sulla rotta Suez - Bombay e pattugliamenti della costa dell'Eritrea italiana. Nelle prime ora dell'8 aprile l'incrociatore, scortato dalla corvetta australiana HMAS Paramatta, stava operando lungo la costa a nord dello scalo eritreo di Massaua, ormai prossimo a essere occupato dai reparti britannici, fornendo protezione ai dragamine intenti a ripulire le rotte di avvicinamento al porto; intorno alle 02:00 la piccola formazione fu attaccata da una coppia di MAS italiani, sortiti da Massaua la sera precedente per tentare un ultimo assalto prima di dirigere all'autoaffondamento con il resto delle navi italiane rimaste nel porto: portatosi a una distanza di 300 metri, il MAS 213 riuscì a centrare con un siluro il Capetown, per poi ritirarsi indenne insieme al compagno. Il siluro colpì l'incrociatore proprio al centro dello scafo sul lato di dritta, uccidendo quattro membri dell'equipaggio e causando un vasto allagamento della sala macchine anteriore; completamente immobilizzato, il Capetown fu preso a rimorchio dalla Paramatta e quindi trainato a Porto Sudan dove giunse il 10 aprile.
Dopo lavori di riparazione d'emergenza, con un equipaggio ridotto al minimo il Capetown lasciò Porto Sudan il 5 maggio 1941 al traino del rimorchiatore Taikoo, arrivando il 20 maggio a Bombay dove due giorni più tardi fu messo in cantiere. Il ripristino dell'unità procedette molto a rilento, anche per la difficoltà di far arrivare i componenti necessari dal Regno Unito; il Capetown poté riprendere il mare solo all'inizio di luglio 1942. Assegnato al 5th Cruiser Squadron della Eastern Fleet, l'incrociatore fu quindi schierato nel Golfo Persico per svolgere pattugliamenti di routine nelle acque tra il Kuwait, il Bahrein e lo stretto di Hormuz; nella seconda metà di ottobre il Capetown fu invece spostato a Mombasa per svolgere missioni di scorta ai convogli lungo la costa dell'Africa orientale, salvo tornare nelle acque del Golfo Persico all'inizio di gennaio 1943. L'incrociatore trascorse quindi i primi mesi del 1943 impegnato in missioni di scorta ai convogli nelle acque dell'oceano Indiano, senza far registrare contatti con il nemico; ricevuto l'ordine di rientrare nel Regno Unito, il 15 agosto l'unità salpò da Bandar Abbas per raggiungere Gibilterra via canale di Suez facendo scalo ad Aden, Alessandria e Malta. Arrivato a Gibilterra il 1º settembre, il Capetown ne ripartì il 4 settembre raggiungendo infine Plymouth due giorni più tardi.
Nell'ottobre 1943 la nave svolse lavori di manutenzione e ammodernamento a Devonport, i quali comportarono tra l'altro l'aggiunta di mitragliere antiaereo da 20 mm Oerlikon e di un impianto radar di scoperta di superficie Type 273; anche a causa della sua obsolescenza la nave non tornò però in servizio attivo, e nel gennaio 1944 fu impiegata a Plymouth come caserma galleggiante per gli equipaggi dei mezzi da sbarco ammassati nel porto in vista del futuro sbarco nel nord della Francia. Solo il 17 aprile 1944 il Capetown fu riportato in condizioni operative: inserito nel dispositivo navale previsto per lo sbarco in Normandia, l'incrociatore fu designato come nave controllo per i convogli militari della Western Task Force a guida statunitense. Dopo gli sbarchi alleati del 6 giugno 1944, il Capetown raggiunse la zona di Omaha Beach il 7 giugno per essere inserito come centro di comando nel dispositivo del "Mulberry Harbour" in costruzione nella zona; dopo che quest'ultimo venne distrutto da una violenta tempesta il 19 giugno, l'incrociatore rimase in zona venendo impiegato per lo più come deposito galleggiante. La nave rientrò quindi a Plymouth in settembre, venendo posta in riserva; privata di parte del suo armamento, fu poi spostata a Falmouth e impiegata come nave caserma senza più prendere parte ad alcuna operazione fino alla fine della guerra. Il Capetown fu infine formalmente radiato dal servizio il 5 aprile 1946 e venduto per la demolizione, venendo inviato il 2 giugno seguente a Preston per lo smantellamento.